# Abdoulaye Bio Tchané

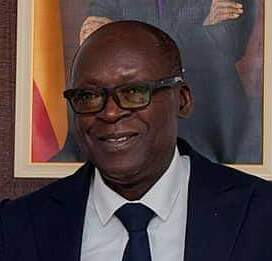
Abdoulaye Bio Tchané

Abdoulaye Bio Tchané (* 25. Oktober 1952 in Djougou) ist ein Politiker aus Benin. Er ist seit 2016 Minister für Planung und Entwicklung in Benin.

## Leben
Bio Tchané erwarb sein Master-Diplom als Betriebswirt an der Universität von Burgund in Dijon und ein weiteres in Banking an der Hochschule Centre Ouest-Africain de Formation et d’Etudes Bancaires in Dakar. Er begann seine Karriere bei der westafrikanischen Zentralbank, bei der er zum Direktor und Leiter der Abteilung für wirtschaftliche und währungspolitische Studien aufstieg. Anschließend war er von 1998 bis 2002 Finanzminister unter Präsident Mathieu Kérékou. Von 2002 bis 2007 leitete Bio Tchané die Afrikaabteilung des IWF und war Präsident der afrikanischen Entwicklungsbank von 2008 bis 2010.
Als Kandidat bei der Präsidentschaftswahl in Benin 2011 galt er als einer der Favoriten, erreichte aber nicht die Stichwahl. 2016 erhielt er in der ersten Runde 8,79 % der Stimmen und unterstützte in der folgenden Stichwahl den späteren Sieger Patrice Talon.